# Intentionsaerostat
En intentionsaerostat er en fiktiv opfindelse i Philip Pullmans trilogi om Det gyldne kompas. Maskinen kan flyve, selvom den hverken har motor eller vinger. Den har et cockpit og kan kontrolleres ligesom en gyropter (helikopter i Lyras verden) og seks insekt-lignende ben. Der er en hjelm-mekanisme med en ledning tilbundet, således at maskinen kan styres af pilotens tanker og hensigter. Den kan kun bruges af et menneske med en daimon, for daimonen skal enten bide eller holde fast i ledningen. Der findes mindst, den ene mere avanceret end den anden. 
Maskinen er nogle gange bevæbnet med nogle avanceret våben. Den er i stand til at stoppe artilleri-granater, inden de når deres mål og kan udslette fjendens fly før de når at svare tilbage. Dens våben kan ligne en laser eller et partikelfilter-våben. Teknologien bruges til at oprette både intentionskraften (som formentlige bevæger sig via en slags anti-tyndgekraftssystem) og dens våben synes at være overordentlige avanceret i forhold til vores verden, men også fremmed i Lord Asriels verden. Det er forklaret, hvordan han kunne udvikle sådant avanceret teknologi i løbet af så kort tid (fans har spekuleret på om han mon har fået det fra en af de mange verdener har han besøgt eller hemmeligt selv har udviklet det, han har jo allerede udviklet avanceret udstyr, der blandt andet har gjort det muligt at krydse over til andre verdener).
Det bliver brugt af Mrs. Coulter til at undslippe fra Lord Asriels fæstning, derefter af Lord Asriel til at redde Mrs. Coulter og derefter igen af Mrs. Coulter for at komme til Sky-Bjerget for at narre himlens regent, Metatron. 